# Relaciones Jamaica-México
Jamaica y los Estados Unidos Mexicanos establecieron relaciones diplomáticas en 1966. Ambas naciones son miembros de la Asociación de Estados del Caribe, Comunidad de Estados Latinoamericanos y del Caribe, Naciones Unidas y la Organización de Estados Americanos.

## Historia
Jamaica y México son dos naciones con una historia común. Ambas naciones habían estado bajo control del Imperio español y Jamaica se gobernó desde el Virreinato de Nueva España basado en la Ciudad de México. En mayo de 1655, Jamaica se convirtió bajo el dominio británico hasta su independencia en agosto de 1962. Las relaciones diplomáticas entre Jamaica y México se establecieron el 18 de marzo de 1966. En ese momento, México veía Jamaica como un líder de las naciones de habla inglesa.
Desde el establecimiento de relaciones diplomáticas; ambas naciones han trabajado conjuntamente en numerosos foros internacionales como la Asociación de Estados del Caribe, la Comunidad de Estados de América Latina y el Caribe y la Organización de Estados Americanos (OEA). En 1970, Jamaica y México fueron las únicas dos naciones en protestar activamente contra la exclusión de Cuba de la OEA y pidieron para la normalización de las relaciones con el gobierno cubano.
En 1974, el presidente mexicano Luis Echeverría realizó una visita oficial a Jamaica. En 1975, el primer ministro de Jamaica, Michael Manley, realizó una visita oficial a México. Desde entonces, ha habido varias visitas de alto nivel entre líderes de ambas naciones.
En marzo de 2018, el Canciller mexicano Luis Videgaray Caso visitó Jamaica donde se reunió en Kingston con el primer ministro, Andrew Holness, con quien constató el alto nivel del diálogo político que distingue a la relación bilateral, lo cual ha permitido incrementar la cooperación, el comercio y la inversión entre ambas naciones. En septiembre de 2021, la ministra de Relaciones Exteriores de Jamaica Kamina Johnson Smith viajó a México para asistir a la VI Cumbre de la CELAC.
En julio de 2023, la ministra de Relaciones Exteriores Kamina Johnson Smith y la secretaria de Relaciones Exteriores de México Alicia Bárcena Ibarra se reunieron en Bélgica donde firmaron el Acta Final de la Décima Comisión Binacional Permanente México-Jamaica, un marco de colaboración entre ambos países destinado a fortalecer el comercio, oportunidades de inversión y cooperación, así como el avance de las relaciones diplomáticas. En marzo de 2024, la secretaria Alicia Bárcena Ibarra visitó Jamaica.

## Visitas de alto nivel
Visitas de alto nivel de Jamaica a México
- Primer ministro Michael Manley (1975, 1980, 1989)
- Primer ministro Percival James Patterson (1993, 2004)
- Ministro de Relaciones Exteriores Kenneth Baugh (2008)
- Primer ministro Portia Simpson-Miller (2014)
- Ministra de Relaciones Exteriores Kamina Johnson Smith (2021)

Visitas de alto nivel de México a Jamaica
- Presidente Luis Echeverría Álvarez (1974)
- Presidente Miguel de la Madrid (1987)
- Presidente Carlos Salinas de Gortari (1990)
- Presidente Vicente Fox (2005)
- Secretaria de Relaciones Exteriores Patricia Espinosa (2009)
- Secretario de Relaciones Exteriores Luis Videgaray (2018)
- Secretaria de Relaciones Exteriores de México Alicia Bárcena Ibarra (2024)

## Acuerdos bilaterales
Ambas naciones han firmado varios acuerdos bilaterales, como un Acuerdo sobre la supresión de los requisitos de visa para titulares de pasaportes ordinarios (1968); Acuerdo de Comercio (1975); Acuerdo de Cooperación Turística (1990); Acuerdo de Cooperación Cultural (1990); Acuerdo de Cooperación para Combatir el Narcotráfico y la Dependencia de Drogas (1990); Acuerdo de Cooperación Científica y Técnica (1996); Acuerdo sobre la supresión de los requisitos de visa para titulares de pasaportes diplomáticos y oficiales (2007); Acuerdo de transporte aéreo (2009) y un Acuerdo para Evitar la Doble Imposición y Prevenir la Evasión Fiscal en Materia del Impuesto a la Renta y su Protocolo (2016).

## Comercio
En 2023, el comercio total entre Jamaica y México ascendió a $106 millones de dólares. Las principales exportaciones de Jamaica a México incluyen: productos alimenticios, papel y cartón, circuitos electrónicos integrados, artículos y joyería para piezas, y máquinas herramienta y sus partes. Las principales exportaciones de México a Jamaica incluyen: electrodomésticos y muebles para el hogar, productos alimenticios, automóviles y vehículos, y aceites esenciales para productos de belleza y jabón.
Empresas multinacionales mexicanas como Cemex y Grupo Aeroportuario del Pacífico operan en Jamaica.

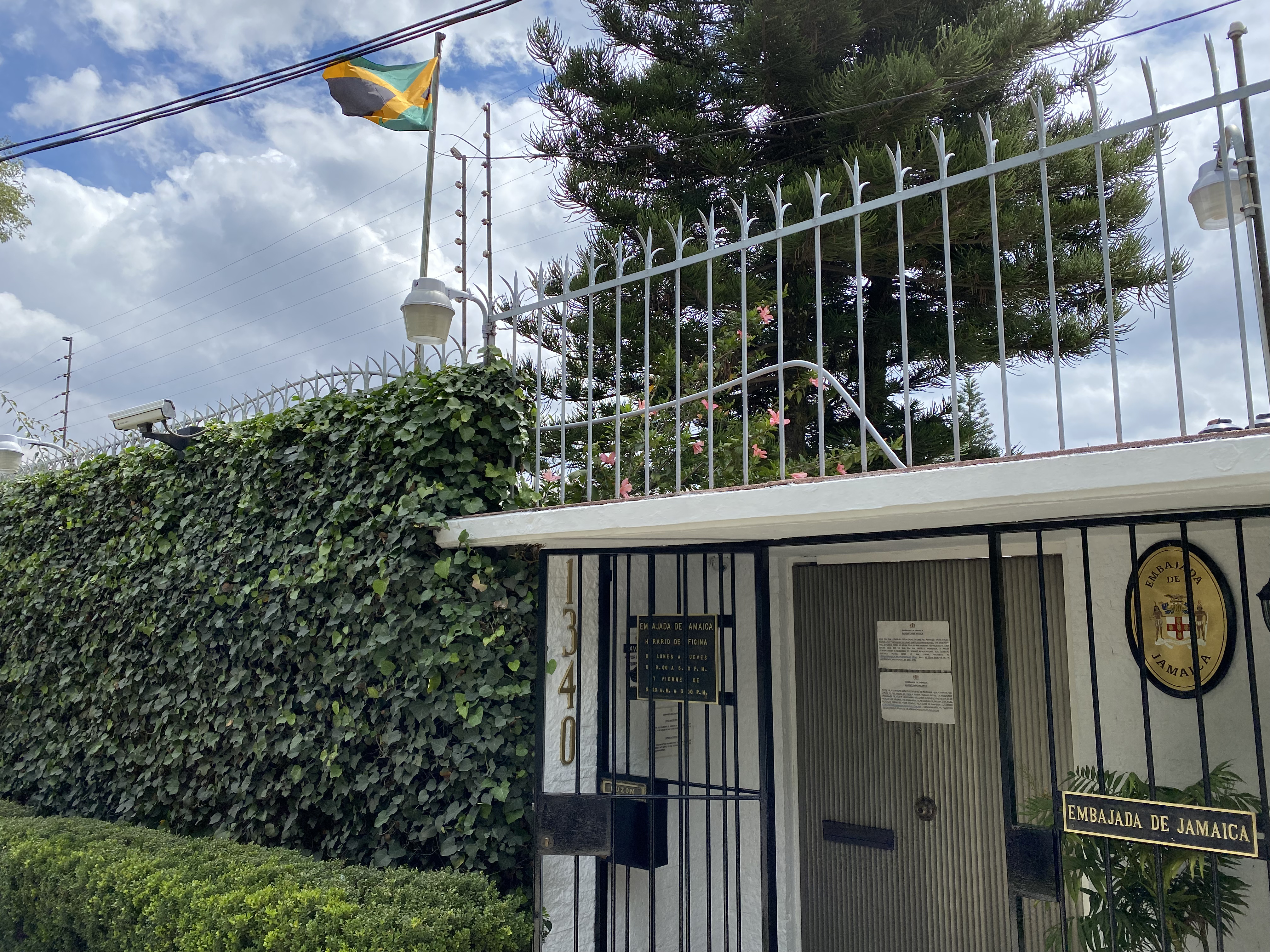
Embajada de Jamaica en la Ciudad de México

## Misiones diplomáticas residentes
- Jamaica tiene una embajada en la Ciudad de México.[12]
- México tiene una embajada en Kingston.[13]